# Sésostris Ier
Pour les articles homonymes, voir Sésostris.
Sésostris Ier ou Senousert Ier (-1962 / -1928) est le fils aîné du fondateur de la XIIe dynastie, Amenemhat Ier (-1991 / -1962). Son règne se situe pendant la période d'apogée du Moyen Empire.
Pris comme co-régent de son père en l'an XX du règne de celui-ci, Sésostris se voit confier la conduite des opérations militaires contre les turbulents voisins de l'Égypte pendant que son père continue à administrer le pays. En l'an XXX, le pharaon est victime d'un attentat, qui lui coûte (ou non ?) la vie. Sésostris monte alors sur le trône.

## Famille
Sésostris Ier est le fils de son prédécesseur Amenemhat Ier et de la reine Néféritatjenen, cette dernière porte le titre de « Mère du roi » (mwt-niswt), inscrit sur une statue de son fils,. Il a pour sœurs les princesses Néférousherit et Kait ainsi que la reine Néférou III qui est sa seule épouse connue,. Cette dernière porte les titres de « Fille du roi » (sȝ.t-nỉsw.t), de « Épouse du roi » (ḥm.t-nỉsw.t) et de « Mère du roi » (mwt-nỉsw.t), faisant également d'elle la mère du successeur de Sésostris Ier, Ameny le futur Amenemhat II,. Sésostris Ier a eu également plusieurs filles : Sébat (« Fille du roi de son corps ») avec Néférou III, ainsi que Itakait Ire, Néférouptah Ire, Néférousobek et Nensed...,, toutes de mère inconnue.

## Règne

### Accession au trône

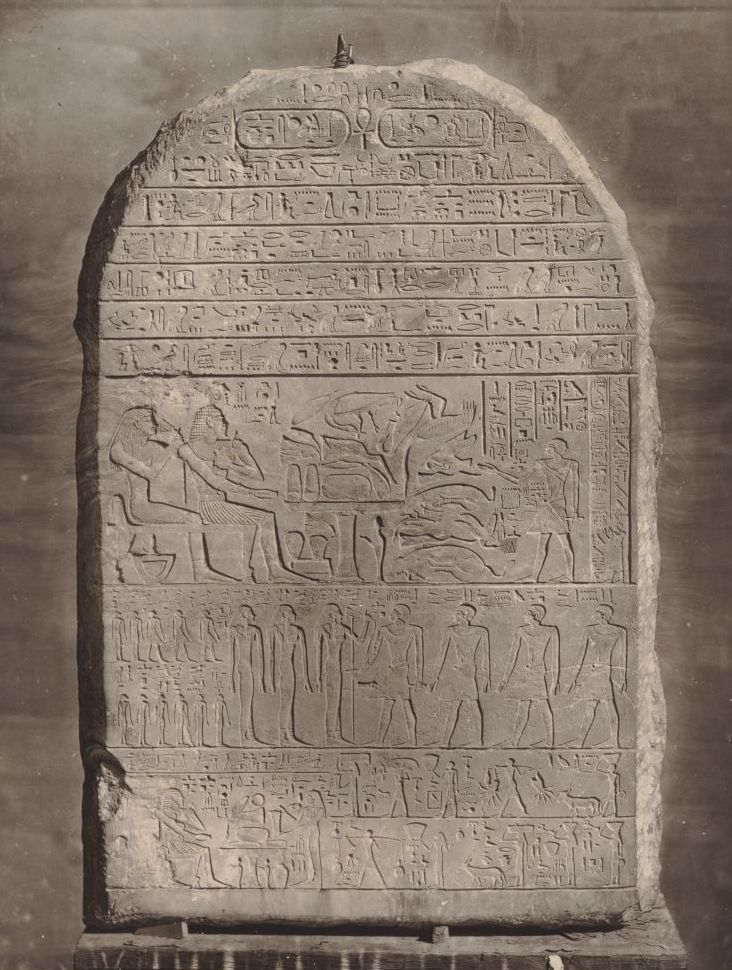
Stela CG 20516 doublement datée aux noms d' et de.

Afin de consolider son pouvoir et d'assurer la continuité dynastique, Amenemhat Ier prend son fils Sésostris Ier comme corégent en l'an 20 de son règne. En effet, une stèle, trouvée à Abydos et actuellement conservée au musée du Caire (CG 20516), est datée de l'an 30 d'Amenemhat Ier et de l'an 10 de Sésostris Ier. Il inaugure par là une tradition qui sera suivie jusqu'aux derniers temps de la royauté de l'Égypte antique. Amenemhat Ier étant décédé au cours de sa 30e année de règne, Sésostris Ier a donc commencé son règne personnel à partir de l'an 10.

### Monuments

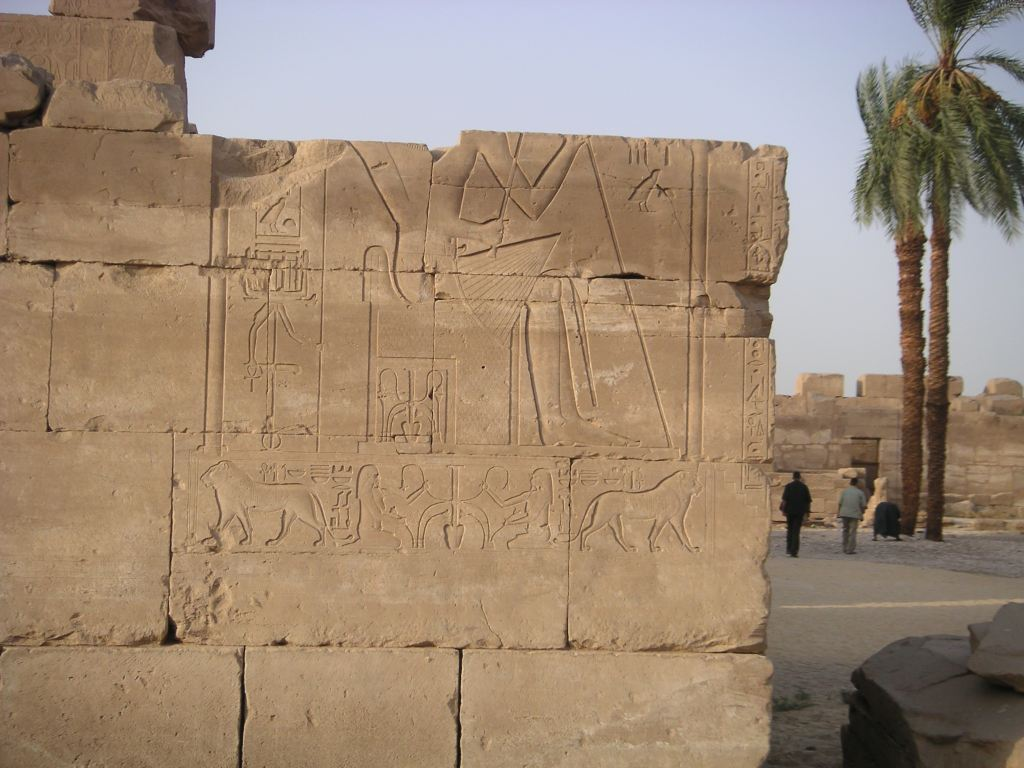
Relief représentant assis sur son trône à l'entrée de la cour du Moyen Empire du temple d'Amon-Rê de Karnak.

Dès la IIIe année de son règne, il refonde notamment le temple de Rê-Horakhty à Héliopolis et, pour orner un de ses sanctuaires, érige une paire d'obélisques en granit d'Assouan dont un des monolithes est toujours en place et reste le seul vestige monumental encore visible sur le site dans l'actuelle banlieue du Caire.
Un texte recopié sous Thoutmôsis III sur un rouleau de cuir conservé au musée de Berlin comprend le discours fondateur du roi qui indique qu'il se fit construire dans l'enceinte du temple solaire, un temple à son nom afin que la postérité se souvienne de son œuvre pieuse.
À Thèbes, l'Héliopolis du Sud, à l'occasion de sa XXXe année de règne et de la fête du heb sed qui sanctionnait alors le jubilé royal, Sésostris embellit et agrandit le temple d'Amon-Rê de Karnak en lui adjoignant probablement pour la première fois un axe nord-sud. Il y fait construire un grand kiosque en calcaire fin pour la barque du dieu. Le monument au décor raffiné et comportant une liste exhaustive des régions administratives du pays a été retrouvé entièrement démonté en remploi dans des monuments ultérieurs. Reconstitué il peut être désormais admiré dans le musée en plein air du site.

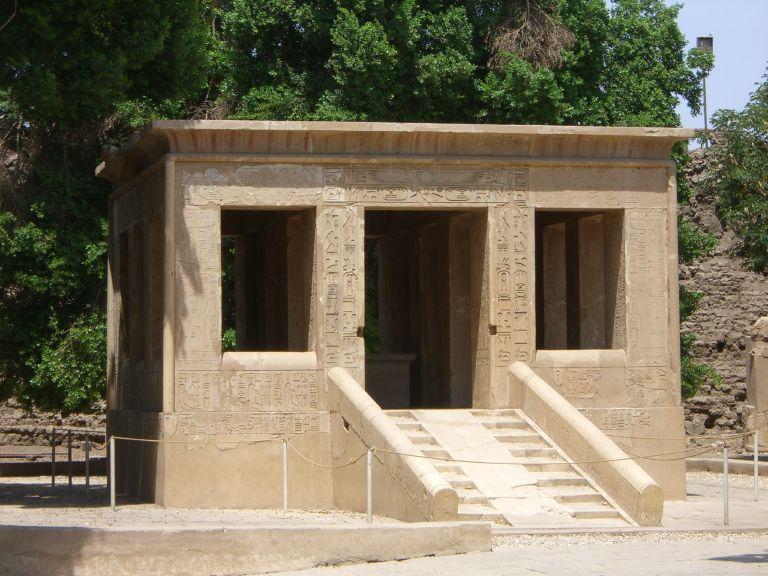
La Chapelle blanche, kiosque reposoir de au musée en plein air de Karnak.

Sésostris consacra également au dieu de Thèbes un grand naos en granit qui reçut l'image cultuelle divine et était encore utilisé au Nouvel Empire puisqu'il subit les martelages de l'image d'Amon lors de l'épisode amarnien puis fut restauré sous les Ramessides. Ce naos est actuellement conservé au musée égyptien du Caire.
Ces deux exemples symbolisent l'œuvre architecturale du roi et son empreinte durable sur ses descendants et au-delà ses lointains successeurs qui se réclameront de son héritage en veillant soigneusement à la préservation des monuments malgré les réformes religieuse ou encore les remaniements architecturaux de ses principales fondations religieuses.

### Activités hors d'Égypte

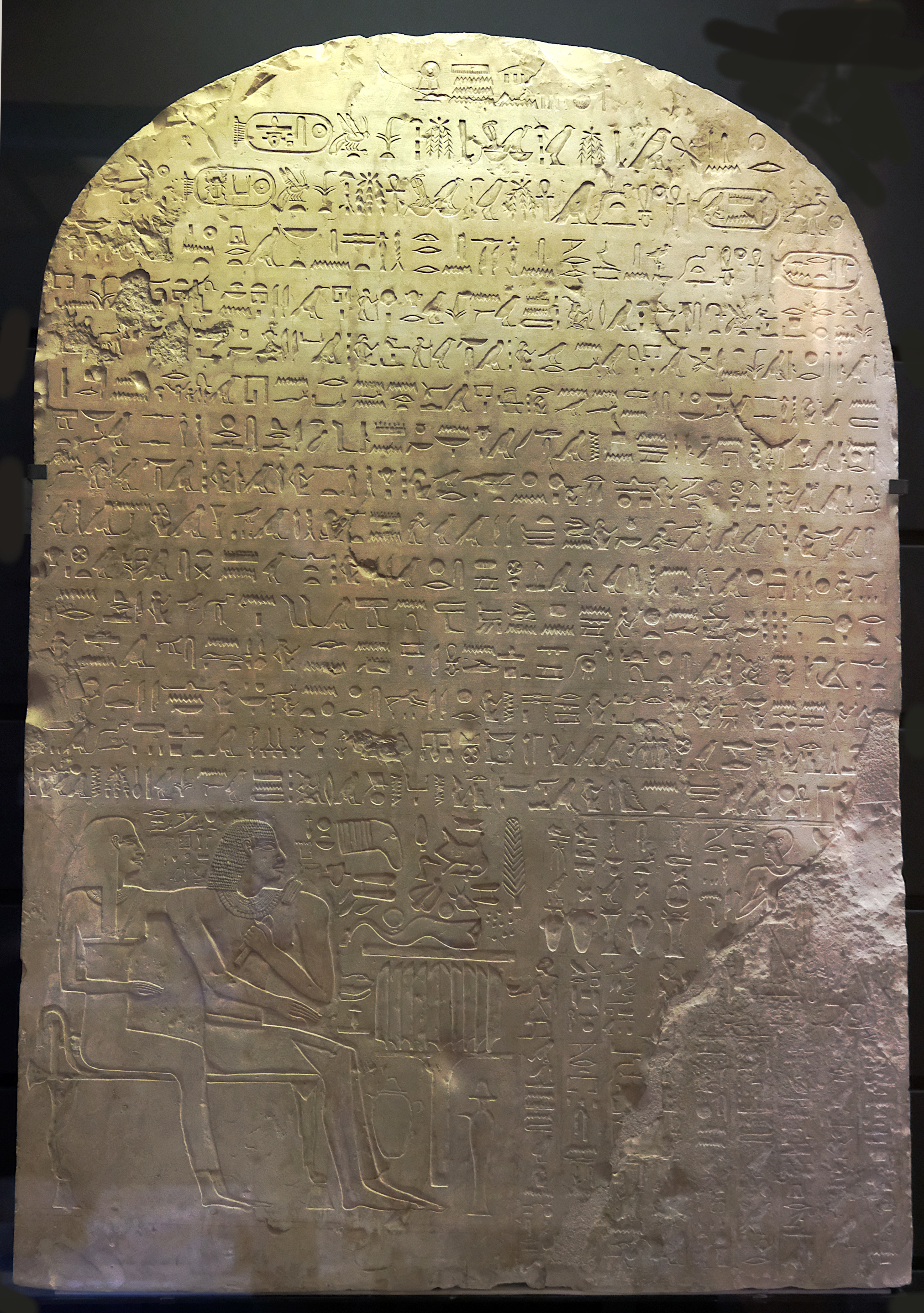
Stèle du général Nesoumontou décrivant ses expédions au Proche-Orient sous Amenemhat Ier et Sésostris Ier - Louvre (C1).

Sésostris organise plusieurs expéditions hors d'Égypte :
- an 2 : expédition au Ouadi Hammamat ;
- an 9 : expédition dans le Sinaï[9] ;
- an 16 : expéditions au Ouadi Hammamat et au Ouadi el-Houdi ;
- an 20 : expéditions au Ouadi el-Houdi et à Toshkah (carrière de gneiss) ;
- an 22 : expéditions au Ouadi el-Houdi et à Hatnoub ;
- an 24 : expéditions au Ouadi el-Houdi et au pays de Pount, dirigée par Ameny, fils de Montouhotep ;
- an 28 : expédition au Ouadi el-Houdi ;
- an 29 : expédition au Ouadi el-Houdi ;
- an 31 : expédition à Hatnoub ;
- an 38 : expédition au Ouadi Hammamat (18 000 hommes).

De l'an 1 à l'an 18, il organise plusieurs expéditions militaire en Nubie pour soumettre le pays et fonde plusieurs forteresses, dont la forteresse de Qouban.

### Succession
Vers la fin de sa vie, il a nommé son fils Amenemhat II comme son corégent. La stèle de Ouepouaouet est datée de la 44e année de Sésostris et de la 2e année d'Amenemhat, il l'aurait donc nommé pendant sa 43e année de règne. On pense que Sésostris est mort au cours de sa 46e année sur le trône puisque le Canon royal de Turin lui attribue un règne de 45 ans.

## Sépulture
Il érige comme son père une pyramide à Licht. Cette pyramide a une base de 105 m de côté et une hauteur de 61,3 m. C'est de ce site que proviennent une série de statues en calcaire du roi, plus grandes que nature, le représentant les traits jeune, les pupilles encore peintes en noir, assis sur son trône, coiffé du némès orné d'un uræus, conférant au portrait du roi la majesté et la vitalité d'un éternel souverain. Ces statues avaient été enfouies à la suite de l'inhumation du roi ce qui les a préservées des aléas du temps et notamment des chaufourniers. Elles sont exposées au musée égyptien du Caire.

## Postérité culturelle
Remplacé dans l'esprit du grand public par des figures comme Ramsès II, Toutânkhamon ou Cléopâtre VII pour représenter l’Égypte pharaonique, il semble encore connu dans le monde lettré du XVIIIe siècle, puisque Jean-Jacques Rousseau dans le Discours sur les sciences et les arts, à la culture encore très autodidacte, choisit de l'utiliser lui plutôt qu'un autre comme pour personnifier en son seul nom l'esprit de l’Égypte antique tout entière : « Voyez l’Égypte, cette première école de l'univers, ce climat si fertile sous un ciel d'airain, cette contrée célèbre, d'où Sésostris partit autrefois pour conquérir le monde [...]. ».